# Kvint Kurcije Ruf
Kvint Kurcije Ruf bio je rimski povjesničar koji je živio u doba vladavine rimskog cara Klaudija ili Vespazijana.

## Djelo „Historiae Alexandri Magni“
Jedino sačuvano djelo ovog povjesničara je „Historiae Alexandri Magni“; životopis Aleksandra Makedonskog na latinskom jeziku koja se sastoji od deset knjiga. Prve dvije knjige nisu sačuvane, dok su ostalih osam nedovršene i slabo očuvane. Problem za istraživače predstavlja i Rufovo ignoriranje zemljopisa, kronologije i vojnih vještina, jer se njegovo djelo fokusiralo uglavnom na karakteru.

## Poveznice
- Herodot
- Diodor sa Sicilije
- Plutarh

## Vanjske poveznice
- Kvint Kurcije Ruf: Povijest Aleksandra Makedonskog (latinski)
- Kvint Kurcije Ruf: Aleksandar Makedonski
- Kvint Kurcije Ruf, životopis (Livius.org)
- Engleski prijevod poglavlja 10.6-10  Arhivirana inačica izvorne stranice od 20. prosinca 2003. (Wayback Machine)